# Parcs nationaux d'Irlande
| \| Parc national des montagnes de Wicklow Parc national du Burren Parc national de Killarney Parc national de Glenveagh Parc national du Connemara Parc national de Ballycroy \| Localisation des six parcs nationaux. |
| Parc national des montagnes de Wicklow Parc national du Burren Parc national de Killarney Parc national de Glenveagh Parc national du Connemara Parc national de Ballycroy                                             |

Les parcs nationaux d'Irlande sont au nombre de sept et sont gérés par le National Parks and Wildlife Service, qui lui-même dépend du Heritage Division of the Department of Arts, Heritage, Regional, Rural and Gaeltacht Affairs.
Le premier parc national créé est le parc national de Killarney en 1932.
Le parc possédant la plus grande surface est le parc national des montagnes de Wicklow créé en 1991 avec une surface de 205 km2.

## Gestion et administration

### Critères
Conformément aux recommandations de l'Union internationale pour la conservation de la nature (UICN), le terme « parc national » est réservé en Irlande aux sites possédant les caractéristiques suivantes:
- Lorsqu'un ou plusieurs écosystèmes ne sont pas sensiblement détériorés par l'occupation et l'exploitation humaine ; où les espèces animales et végétales, les sites géomorphologiques et les habitats naturels sont d'un intérêt scientifique, éducatif ou récréatif particulier ou qui contiennent un paysage naturel d'une grande beauté
- Lorsque l'autorité compétente la plus élevée du pays a pris des mesures pour prévenir ou éliminer dès que possible l'occupation ou l'exploitation dans toute la zone et pour faire respecter les caractéristiques écologiques, géomorphologiques, ou esthétiques qui ont conduit à son établissement
- Lorsque les visiteurs sont autorisés à entrer, sous des conditions spéciales, à des fins inspiratives, éducatives, culturelles ou récréatives.

## Liste
L'Irlande possède 7 parcs nationaux :
| Nom                                    | Image | Comté            | Superficie | Fondation | Autre classement | Description |
| -------------------------------------- | ----- | ---------------- | ---------- | --------- | --- | --- |
| Parc national du Nephin sauvage        |       | Mayo             | 150 km2    | 1998      | Englobé dans l'Owenduff/Nephin Complex au double statut de ZSC et de ZPS (réseau Natura 2000) | Le parc s'étend sur 15 000 hectares de la côte ouest de l'île d'Irlande, dans le comté de Mayo. Traversé par le massif du Nephin Beg, il est recouvert de vastes tourbières abritant une biodiversité très riche. |
| Parc national du Burren                |       | Clare            | 15 km2     | 1991      | | |
| Parc national du Connemara             |       | Galway           | 30 km2     | 1990      | | Le parc est situé dans la région du Connemara, à proximité du village de Letterfrack. D'une superficie d'environ 3 000 hectares, il est traversé par la chaîne des Twelve Bens. L'environnement du parc est composé de landes et de tourbières et la faune compte de nombreux oiseaux ainsi que des mammifères dont le poney connemara. Les terres du parc sont habitées depuis plus de 4 000 ans, et dans le passé, étaient utilisées pour l'élevage et l'agriculture, la tourbe servant de combustible. Le sommet de Diamond Hill (442 m d'altitude) est accessible par des sentiers balisés.                                             |
| Parc national de Glenveagh             |       | Donegal          | 170 km2    | 1984      | | |
| Parc national de Killarney             |       | Kerry            | 105 km2    | 1932      | Réserve mondiale de biosphère (1982, Killarney) | |
| Parc national marin de Kerry           |       | Kerry            | 280 km2    | 2024      | | Le parc est le seul parc marin irlandais. Il est situé sur la côte du Comté de Kerry. Il abrite près de 9 lacs, la rivière Owenmore, le mont Brandon, les dunes de sables de la plage d’Inch, l’île de Skellig Michael, ainsi que plusieurs îles côtières. |
| Parc national des montagnes de Wicklow |       | Wicklow / Dublin | 205 km2    | 1991      | Le parc possède le statut européen de zone de protection spéciale. Les montagnes de Wicklow ont également un statut européen de zone spéciale de conservation et est candidat au statut national de zone de patrimoine naturel,. | Le parc est situé dans les montagnes de Wicklow au sud de Dublin. Son écosystème est majoritairement composé de tourbières mais aussi de landes, de forêts de feuillus et de conifères, de prairies et d'éboulis. Le parc possède également un riche patrimoine historique : route militaire, sites miniers et sites monastiques, dont le plus populaire est Glendalough. Les principaux axes de travail qui sont menés concernent la restauration des tourbières, le contrôle de l'érosion, la gestion des populations de cerfs et de chèvres, la gestion des forêts, la protection des espèces et l'évaluation de l'impact des pâturages. |